# Palpita candidata
Palpita candidata es una especie de polillas perteneciente a la familia Crambidae descrita por Hiroshi Inoue en 1996. Se encuentra en Taiwán.